# Parque nacional del Kilimanjaro
El monte Kilimanjaro se sitúa en el norte de Tanzania, junto a la frontera con Kenia. Es el punto más alto de África, con una altitud de 5895 m. Este antiguo volcán, con la cumbre cubierta de nieves perpetuas, se levanta en medio de una planicie de la sabana, ofreciendo un espectáculo único. El monte y las selvas circundantes, con un área de 75 353 ha poseen una fauna rica, incluyendo muchas especies amenazadas de extinción. Constituye el Parque Nacional del Kilimanjaro, fue inscrito por la Unesco en el año 1987 en la lista de los lugares que son Patrimonio de la Humanidad.
El complejo del monte Kilimanjaro con sus selvas, había sido considerado como una reserva de caza por el gobierno colonial alemán a principios del siglo XX, en 1921 fue ya considerado como reserva forestal, hasta que, en 1973, fue declarado como parque nacional.
El monte Kilimanjaro tuvo señales de gran actividad volcánica en el Pleistoceno, no se encuentra totalmente aislado en la planicie africana, está acompañado por tres conos volcánicos, orientados en un eje este-sudoeste: el más antiguo, Shira, al oeste, con una altitud de 3962 m, Mawenzi al este, con una altitud de 5149 m y, entre ellos, Kibo, que es el más reciente y muestra todavía señales de actividad, en forma de fumarolas. Entre Kibo y Mawenzi hay una meseta de aproximadamente 3600 ha, llamada la “silla” (“the saddle”, en inglés), que forma la mayor área de tundra de altitud de África.
En el parque, una gran variedad de animales puede ser observada. Todos los animales se pueden encontrar al borde del bosque en las alturas del Kilimanjaro: damanque, duiker gris y varios roedores. En algunas áreas, las diablancitas (bushbuck) y duiker rojo se pueden avistar sobre el bosque. Los búfalos del Cabo habitan habitualmente en el bosque montano, y algunas veces en páramos y praderas. Los elefantes son comunes entre ríos Namwai y Tarakia, y se adentran algo más altas. Los monos azules colobos blancos y negros del este y crías de monte y leopardos son comunes en los bosques montanos.